# Švábův Hrádek

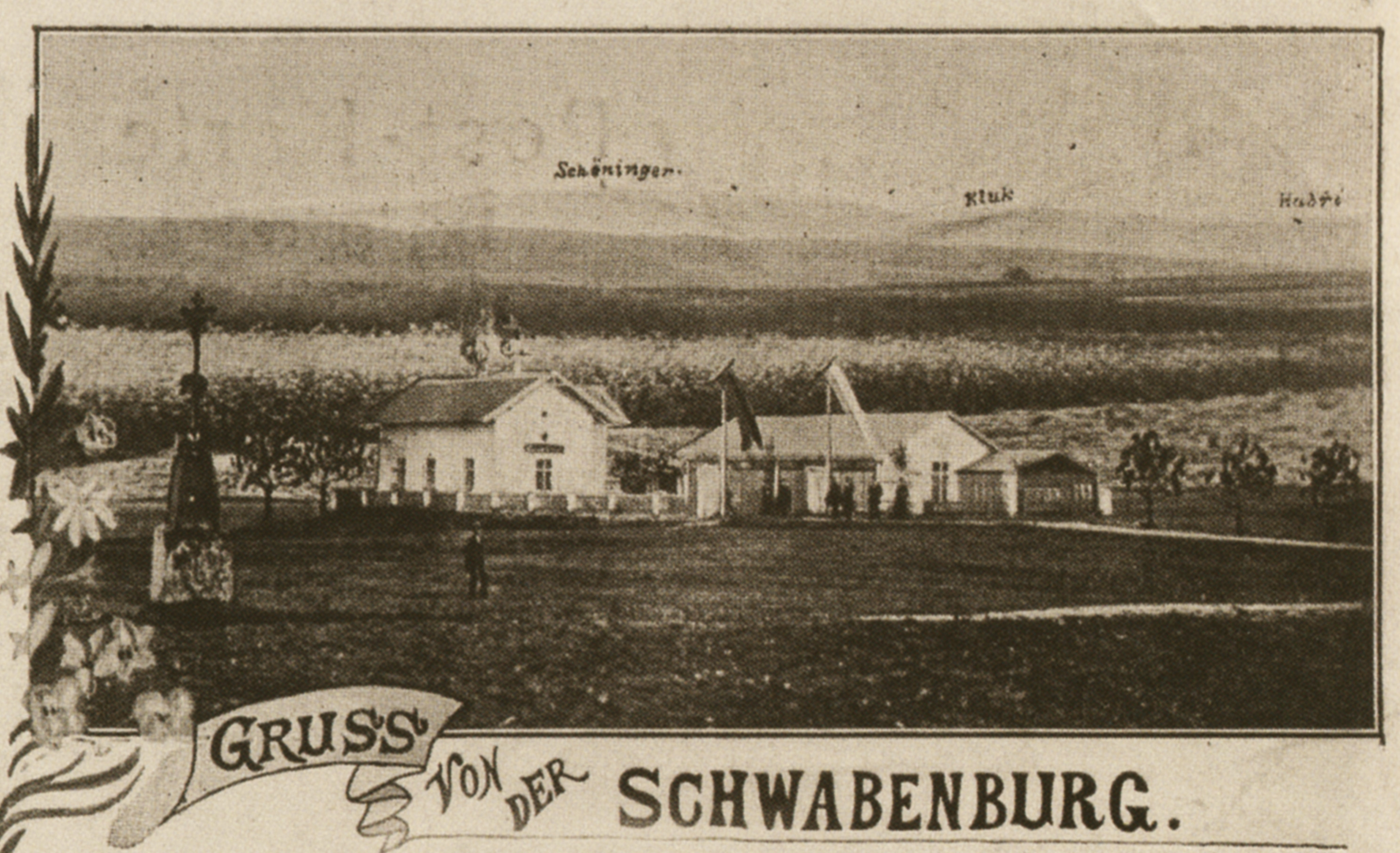
Hostinec Švábův hrádek po roce 1900

Švábův Hrádek je lokalita na jihozápadním okraji města České Budějovice, a to mezi Šindlovými Dvory a částí města Čtyři Dvory. Stejný název má i jedna krátká ulice a jedna z místních MHD zastávek. Lokalita leží v katastrálním území České Budějovice 2 a lidově je území známo jako Švábák. Lokalita se také nachází 500 m jihozápadně od Jihočeské univerzity a přibližně 500 m západně od lesoparku Stromovka. Mapová pozice: 48.9706039N, 14.4377756E

## Historie a popis
V oblasti se minimálně od roku 1841 do roku 1870 těžil lignit, na přelomu 19. a 20. století zde Josef Taussig provozoval cihelnu. Od roku 1883 se stal cílem výletů hostinec na vrchu se současným názvem Švábův Hrádek (428 m), který patřil Thomasu Schwabovi, budějovickému čalouníkovi a vojenskému vysloužilci, jehož příjmení dalo název nejen jeho podniku, ale později celé lokalitě. V němčině se nazývala Eisenbühel, neboli Železný pahorek, z čehož se dá usuzovat, že se v minulosti i zde nacházely horniny obsahující železo, které se např. v nedalekém Hlinsku těžily. Ve 20. století hostinec vlastnilo několik dalších majitelů, po znárodnění objekt roku 1954 připadl vojenské správě a nakonec byl v roce 1961 zbořen. Na místě byla zřízena skládka komunálního odpadu, jež byla v letech 2002–2003 rekultivovaná. Na místě byl zprovozněn sběrný dvůr.

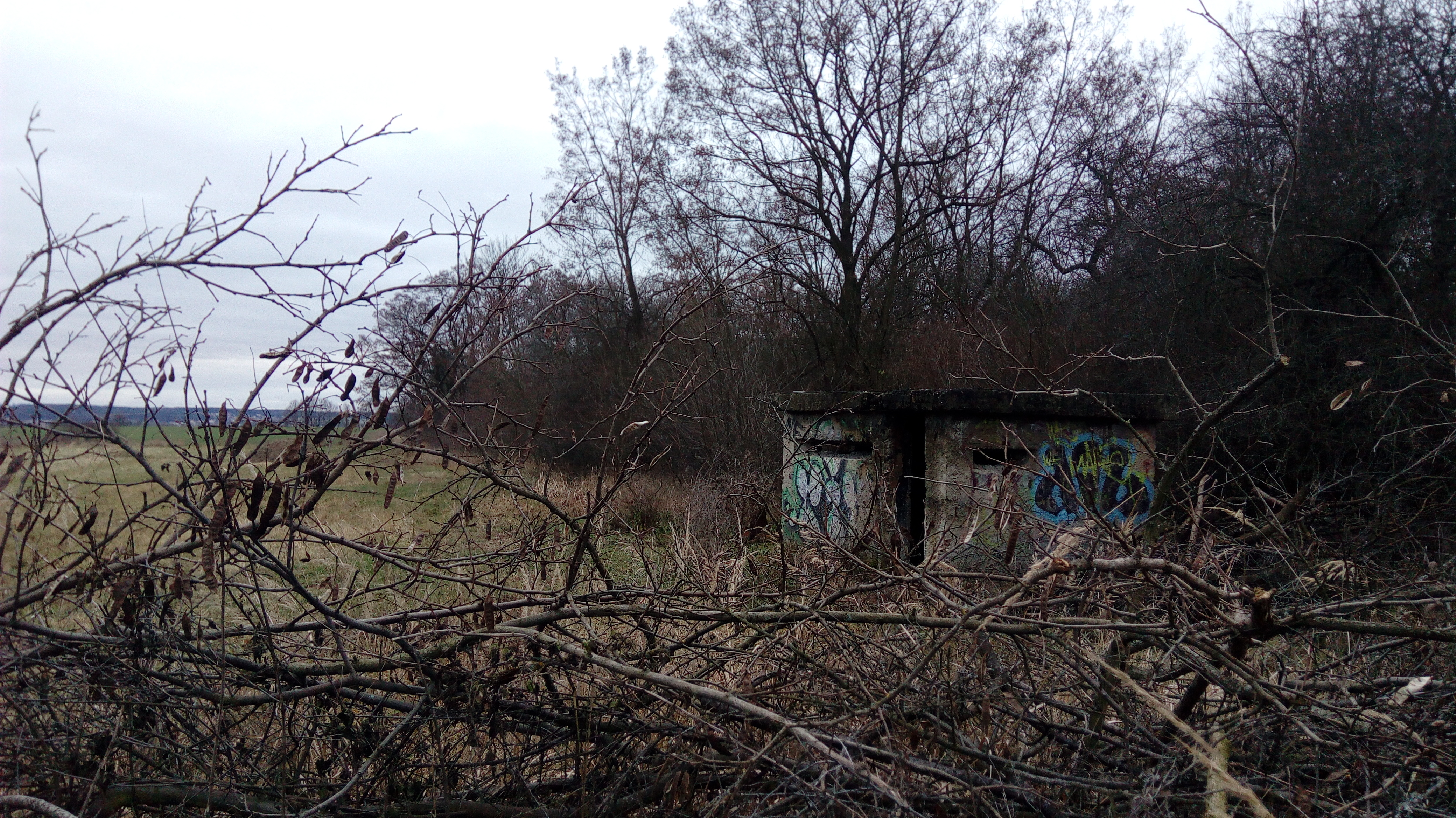
Vojenský objekt na vrchu Švábův hrádek

S místem je spojena celkem bohatá vojenská historie. V letech 1952–1955 na Švábově Hrádku působila radiotechnická stanice, další dva roky zde byla plukovní hláska a následně velitelské stanoviště 1. stíhací letecké divize (1955–1958) a zároveň plukovní velitelské stanoviště 1957–1958), dále pak velitelské stanoviště 1. stíhacího leteckého pluku (1958–1967) a velitelské stanoviště 53. radiotechnického praporu (1961–1967). Sovětská armáda měla na vrcholku kopce zbudovanou pozorovatelnu, jež byla v roce 1968 součástí místního sovětského tábora. Objekt pozorovatelny se dochoval stejně jako nedaleká střelnice Heluz.
V polovině 80. let byl vybudován na Švábově Hrádku věžový vodojem s ocelovou nádrží o objemu 1000 m³
, který však vzhledem k tomu, že rozvoj města byl menší než předpokládaný, nikdy svou zásobní funkci neplnil.

## Zástavba
Již v době první republiky vznikly paralelní ulice Šípková a U Stromovky, jež byly ve druhé polovině 20. století prodlouženy směrem k vrchu Švábův hrádek jež byly propojeny ulicemi Třebínská a Trnkova. Na západnějších parcelách se stavělo ve druhém desetiletí 21. století, přičemž se rozrostla i místní síť ulic. Kolem roku 2010 vzniklo v těsném sousedství sběrného dvora Švábův Hrádek a navazující ulice Na Sádkách nové ZTV pod názvem "Za Stromovkou II." s novými ulicemi: Na Stráňce, Pod Vodojemem, Ke Střelnici, Pod Železným vrškem a započala zde výstavba nové vilové čtvrti lidově nazývaná "Na Švábáku", která kontinuálně probíhá ještě dnes (2021).  V roce 2011 se zdejší nové pozemky obchodovaly za 2000 Kč/m2.[zdroj?]
Vzhledem ke vzdálenosti pouhých 2 km od centra je tato klidná lokalita považována za velmi lukrativní a v roce 2021 se spekulativním přeprodejem volné pozemky vyšplhaly až na 5000 Kč/m2.[zdroj?]
Od 3. února 2014 lokalitu obsluhuje linka 45 městské hromadné dopravy. Vzhledem k současnému chabému jízdnímu řádu je linka využívána především dětmi ke svozu do blízkých základních škol E. Destinové, O. Nedbala a Máj.
Dopravní obslužnost této lokality se zlepšila napojením na občanskou vybavenost sídliště Máj. Roku 2023 byla dokončena spojka od nově vybudovaného kruhového objezdu na konci ulice Milady Horákové do ulice Na Sádkách. Plánováno je pokračování této silnice do Litvínovic.

## Zajímavosti

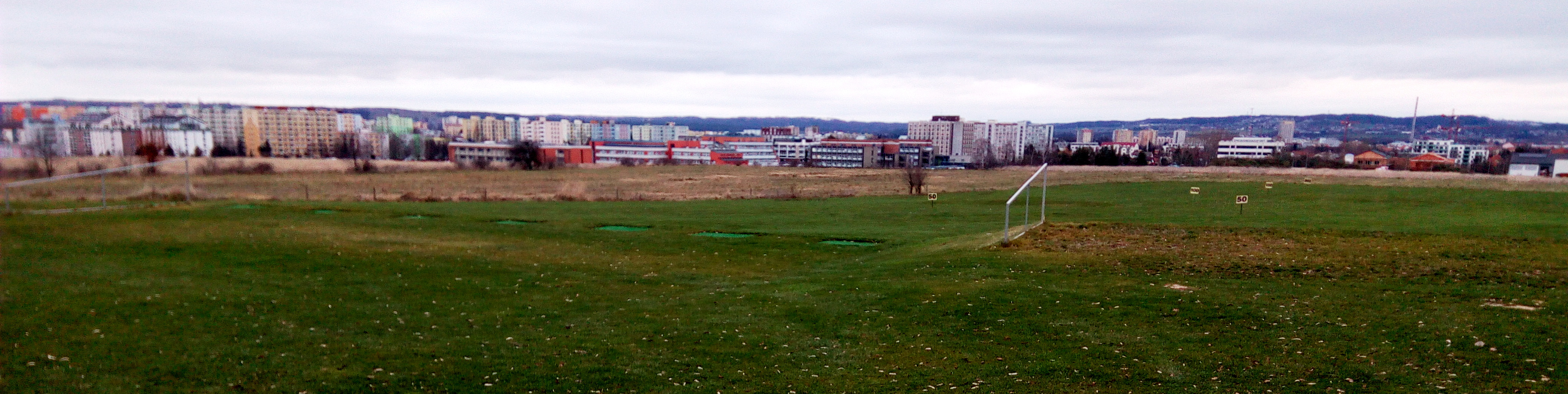
Golfové hřiště

V areálu rekultivované skládky bylo vybudováno golfové hřiště (driving range), jež slouží jako místo volnočasových aktivit dospělých, dětí i studentů z nedaleké univerzity.
14. května 2012 se u vodárenské věže zřítil experimentální americký vrtulník Safari. Při nehodě zahynuli oba dva piloti.

## Další fotografie

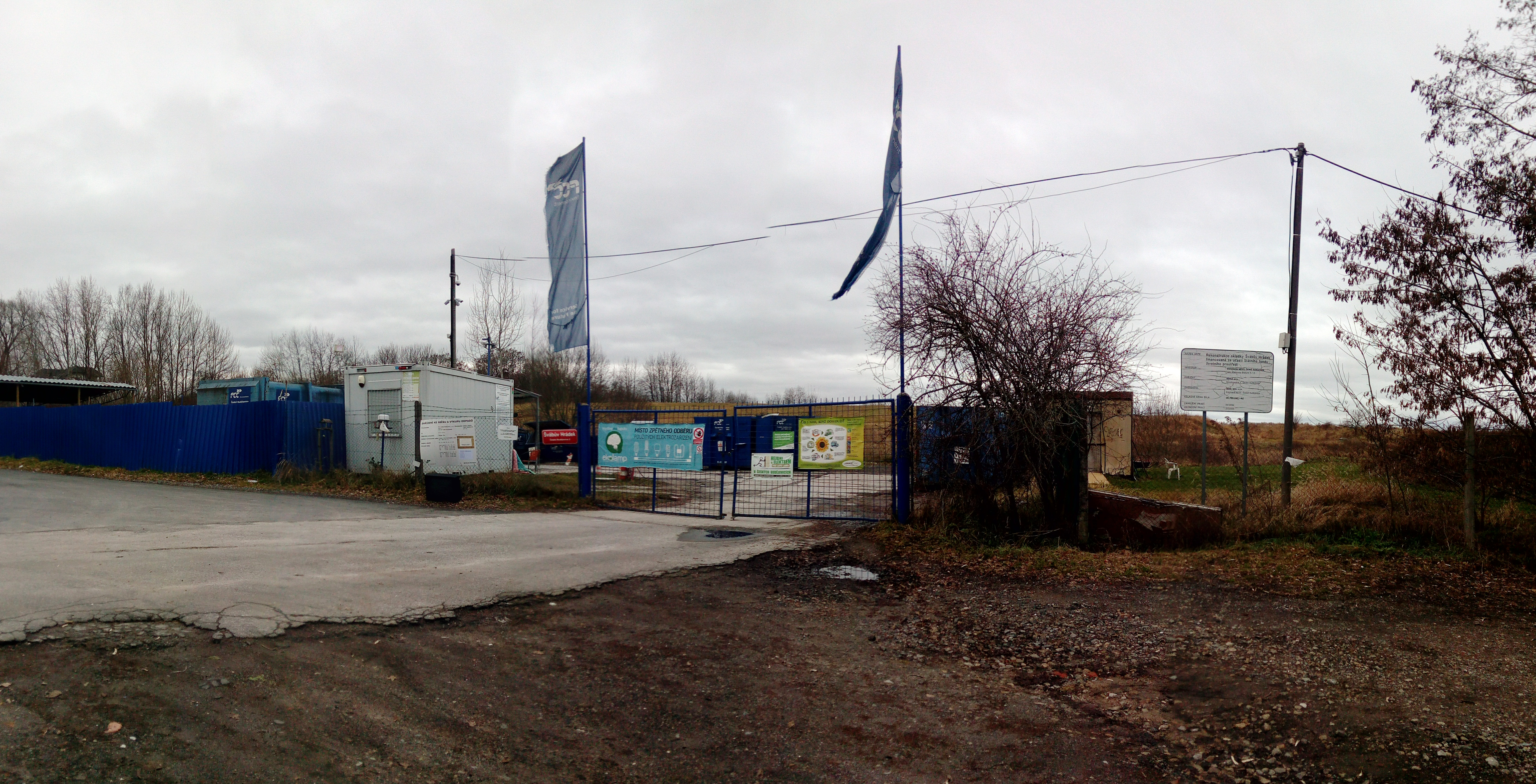
Sběrný dvůr
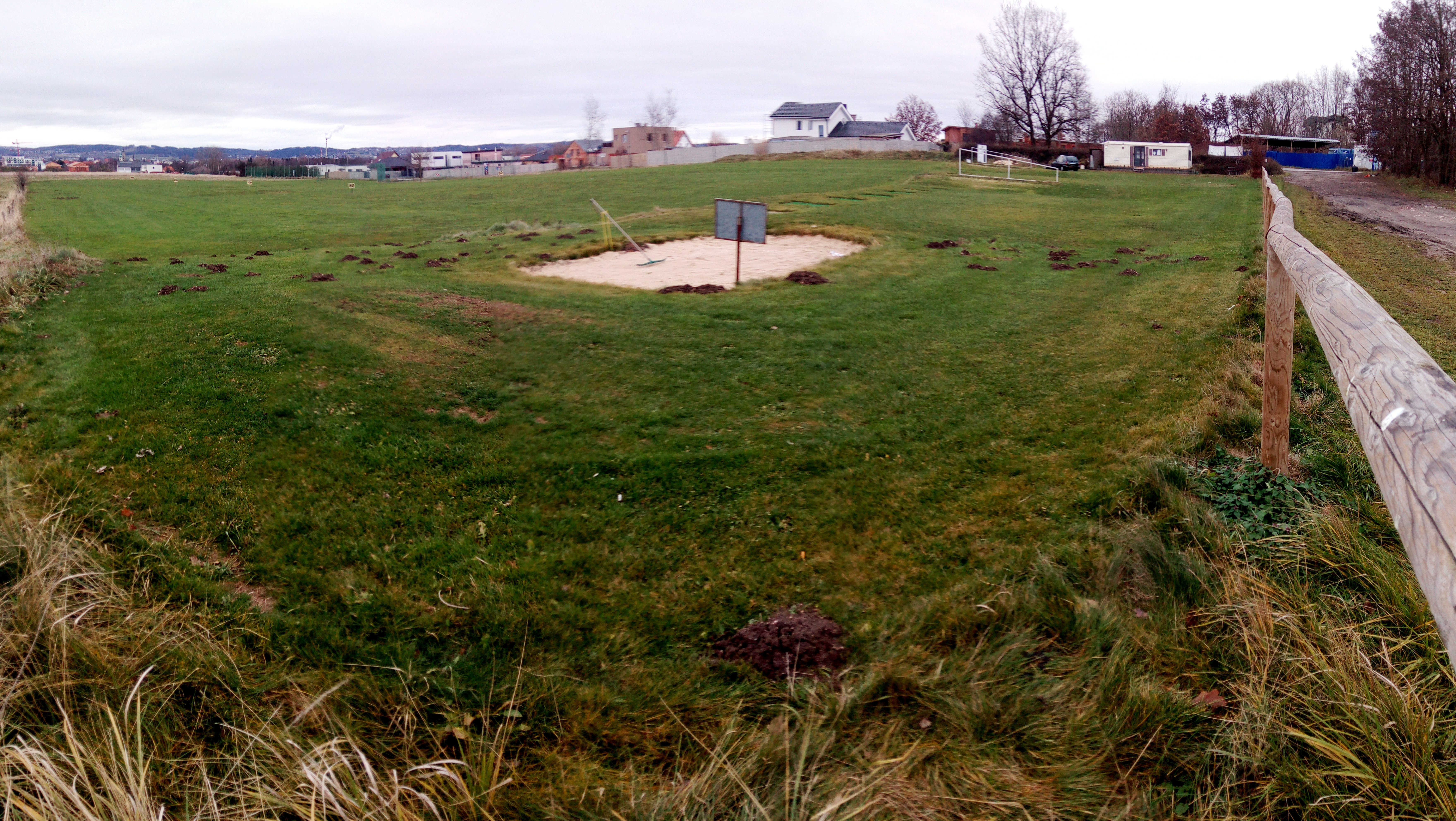
Golfové hřiště